# Giovanni Arcimboldi
Giovanni Arcimboldi (Parma, 1426 - Roma, 2 de outubro de 1488) foi um cardeal italiano do século XV.

## Vida pregressa
Nasceu em uma família antiga e nobre, filho de Nicolò Arcimboldo, maestro delle Entrate Straordinarie de Filippo Maria Visconti, e de Orsina Canossa, descendente da família da Imperatriz Matilde de Canossa. Os outros irmãos eram Guidantonio e Margherita. Chamado de Cardeal de Novara e Cardeal de Milão. Seu sobrenome também está listado como Arcimboldi.
Obteve o doutorado in utroque iure, tanto em direito canônico quanto em direito civil, na Universidade de Pavia em 1458. Também estudou letras com Francesco Filelfo, um humanista do Renascimento italiano, e manteve com ele uma correspondência ativa por muito tempo.
Casou-se com Briseide Pietrasanta e teve uma filha, Briseide; ele também teve nove filhos ilegítimos. Foi admitido no prestigiado e exclusivo Collegio di Giurisconsulti de Milão, devido à influência do duque Francesco Sforza de Milão. Em julho de 1458, alguns dos membros do cillegio opuseram-se à admissão de Giovanni porque os estatutos não tinham sido seguidos. Senador de Milão. Embaixador do duque Francesco Sforza perante o papa. Ao ficar viúvo, ingressou no estado eclesiástico.
Recebeu as quatro ordens menores, provavelmente, num sábado de setembro de 1461. Determinado a obter a diocese de Novara, fez-se ordenado subdiácono em 20 de setembro de 1466, pelo bispo sufragâneo de Milão (o direito canônico então em vigor exigia que se passe um interstício de cinco anos entre o recebimento das ordens menores e a ordenação de subdiácono). Nomeado protonotário apostólico pelo Papa Paulo II em outubro de 1466; ao mesmo tempo, recebia benefícios de 1.000 ducati por ano: uma pensão de 400 ducati dos aluguéis da diocese de Novara; uma commenda abbaziale do mosteiro de S. Bartolomeo em Strada, Pavia; prebendas canônicas dos capítulos das catedrais de Pavia e Piacenza; e das colegiadas de S. Michele Maggiore e S. Maria Gualtier, Pavia; S. Maria di Torre del Monte, Oltrpo Pavese. Cânon do capítulo da catedral de Piacenza. Durante dois anos, com a ajuda de seu irmão Guidantonio, que estava em Roma, Giovanni tentou obter a nomeação para a sé de Novara.

## Episcopado
Eleito bispo de Novara em 20 de novembro de 1468; tomou posse em maio de 1469; permaneceu alguns dias em Novara até que o duque de Milão o chamou para assuntos políticos e diplomáticos. Consagrado (nenhuma informação encontrada). Embaixador do Duque Galeazzo Maria Sforza perante o Papa Sisto IV; esteve em Roma em maio de 1472 e em fevereiro de 1473. Promovido ao cardinalato a pedido do duque de Milão.

## Cardinalato
Criado cardeal-presbítero no consistório de 7 de maio de 1473; recebeu o título de Ss. Nereo e Achilleo em 17 de maio; chegou a Roma em 24 de novembro e foi recebido em consistório público; recebeu o barrete vermelho em 10 de dezembro de 1473. Nomeado prefeito da Assinatura Apostólica da Justiça; ocupou o cargo até sua morte. Camerlengo do Sagrado Colégio dos Cardeais, 31 de maio de 1476, durante a ausência do Cardeal Giacomo Ammannati-Piccolomini. Abade comendatário do mosteiro beneditino de S. Benedetto, Gualdo, diocese de Nocera Umbra.
Arcimboldi optou pelo título de S. Prassede em 30 de dezembro de 1476. Nomeado legado a latere, com plenos poderes, em Perugia, 15 de janeiro de 1477; legado na Hungria, Alemanha, Boêmia e regiões vizinhas, 7 de fevereiro de 1477. Camerlengo do Sagrado Colégio dos Cardeais, de 19 de maio a 5 de junho de 1482, durante a epidemia de peste; eleito em 15 de janeiro de 1483; ocupou o cargo até 19 de janeiro de 1484. Legado em Perugia, novamente, 15 de novembro de 1483; confirmado no consistório de 23 de setembro de 1484; foi para Perugia em 11 de outubro daquele ano e retornou a Roma em 14 de janeiro de 1485. Quando em Roma, residiu entre a rua della Scrofa e a igreja de S. Luigi dei Francesi, o atual Palazzo Madama. Obteve em comenda a diaconia de S. Maria Nuova, 15 de novembro de 1483; manteve-o até sua morte. Participou do conclave de 1484, que elegeu o Papa Inocêncio VIII.
Cardeal Arcimboldi foi promovido à sé metropolitana de Milão em 25 de outubro de 1484, com a comenda do mosteiro beneditino de S. Ambrósio de Milão; recebeu o pálio no dia 12 de novembro seguinte; tomou posse formal da arquidiocese pelo procurador Antonio Griffi, em 1º de janeiro de 1485, ocupando a sé até sua morte. Em 4 de maio de 1487, renunciou à comenda do mosteiro de S. Dionigi, Milão, em favor de seu irmão Guidantonio, que o sucedeu como arcebispo de Milão em 23 de janeiro de 1489, por vontade expressa de Ludovico il Moro.
O Cardeal de Milão morreu em Roma em 2 de outubro de 1488. Suas exéquias foram celebradas em 29 de outubro; foram realizadas em apenas um dia, em vez de nove, como era costume, com permissão do papa. Seu filho Lugi participou da cerimônia. Sepultado na igreja de S. Agostino, Roma, sem epitáfio no túmulo. Um elegante monumento à sua memória foi erguido na catedral metropolitana de Milão por seu filho, Giannangelo Arcimboldi, arcebispo daquela cidade. O cardeal deixou a catedral de Milão “multa iocalia maximi valoris, crucem presertim argenteam cum ipsius eximia imagine, candelabra argentea, pluraque ecclesiastica ornamenta”.